# Musikmärchen
Als Musikmärchen werden vorrangig Vertonungen von Märchenstoffen bezeichnet. Die Bezeichnung wird auch für Märchen verwendet, die von Musik handeln. In einigen Fällen treffen beide Charakteristika zu, wenn ein von Musik handelndes Märchen vertont wurde.

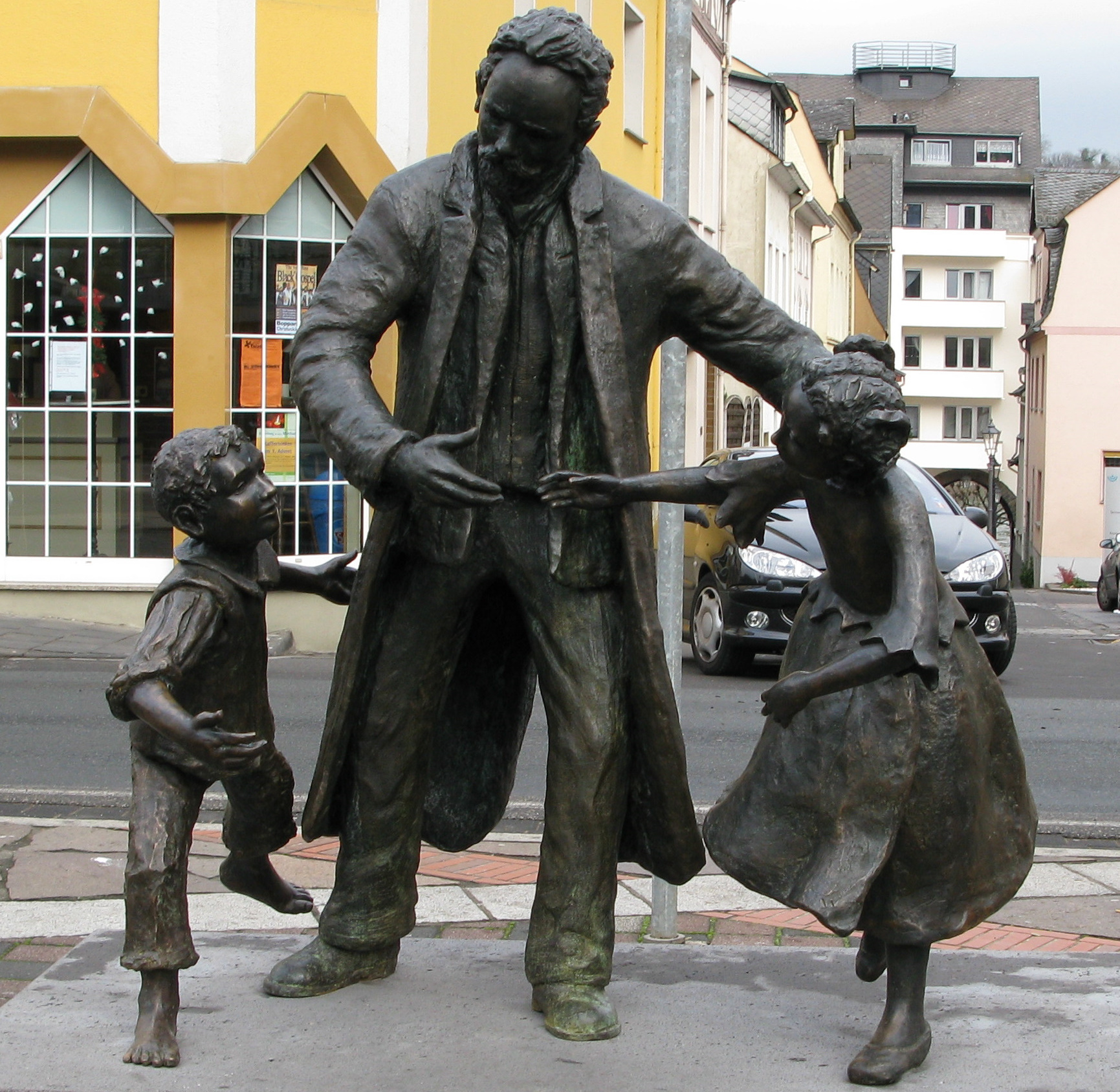
Humperdinck mit Hänsel und Gretel

## Vertonungen von Märchenstoffen

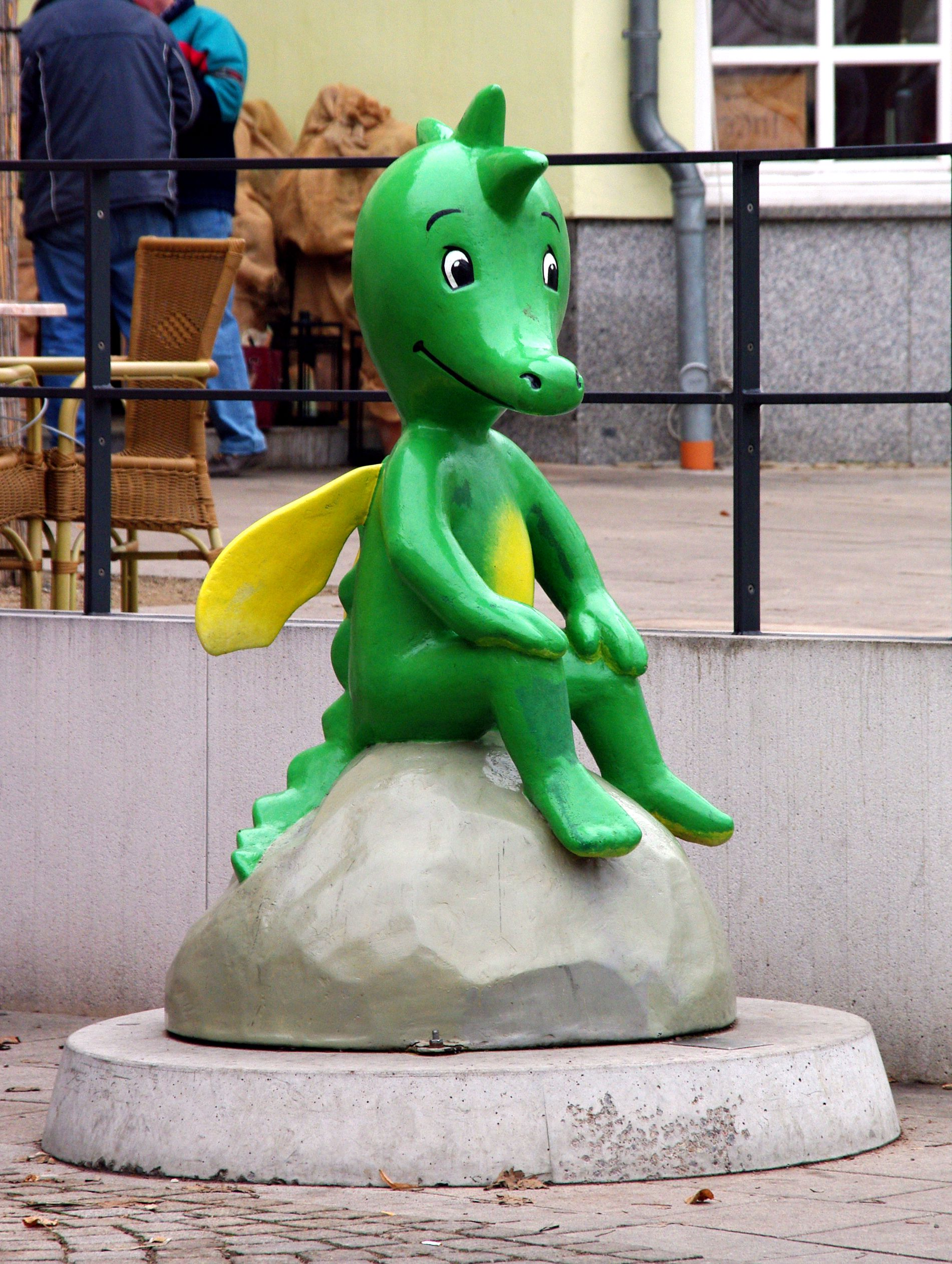
Tabaluga in Erfurt

Musikmärchen sind keine eigene Musikgattung im engeren Sinne, sondern eine beschreibende Bezeichnung für Vertonungen von Volks- oder Kunstmärchen sowie anderen märchenhaften Stoffen. Sie finden sich in unterschiedlichen Genres und musikalischen Formen wie der klassischen und romantischen Märchenoper, dem Singspiel, der Märchenkantate, als Ballettmusik, Fantasie und Sinfonische Dichtung. Auch sind, insbesondere in der Absicht, anspruchsvolle Musik für Kinder zu schaffen, neue kompositorische Formen geschaffen worden, in denen Musik und Erzählung abwechseln, wie in dem bekannten Werk Peter und der Wolf. Bekannt sind auch die modernen Werke aus dem Bereich der Rock- und Popmusik wie die Musikmärchen von Rolf Zuckowski, Tabaluga mit Peter Maffay und das Musikmärchen Wolke 7 von Stefan Waggershausen.
Im Hinblick auf die verwendeten Stoffe lässt sich zwischen den Märchengattungen Volksmärchen, Kunstmärchen und eigens für die Komposition geschaffenen, märchenhaften Stoffen unterscheiden. Teilweise wurden Musikmärchen zur Heranführung von Kindern an anspruchsvolle musikalische Werke genutzt, wie Hänsel und Gretel, die auch als Kinderoper bezeichnet wurde. Die Eignung dafür hängt vom jeweiligen Stoff, der musikalischen Komposition, der Aufführungsform und dem Alter der Kinder ab. Deutlich an Kinder gerichtet sind die genannten Musikmärchen der Rock- und Popmusik sowie Werke, die explizit so komponiert wurden, dass sie auch von Kindern aufgeführt werden können wie die Kinderoper Brundibár des deutsch-tschechischen Komponisten Hans Krása, die er 1938 komponierte und die 1941 im jüdischen Kinderheim in Prag aufgeführt wurde. Andere Märchensingspiele aus dem pädagogischen oder therapeutischen Kontext stammen von Ingo Bredenbach, Eberhard Werdin und Paul Nordoff. Von den Musikmärchen abzugrenzen sind Stoffe, die der Gattung der Legende und Sage zuzuordnen sind, wie Sadko, Das Märchen von der schönen Melusine oder Der fliegende Holländer und viele andere Stoffe vor allem der großen Opern der Romantik. Eine Sonderstellung nimmt die Mozart-Oper Die Zauberflöte ein, die es in einer Vielzahl unterschiedlicher Fassungen, Umformungen und Aufführungsweisen gibt und die verschiedene Ebenen des Verstehens ermöglicht.

### Vertonungen von Volksmärchen

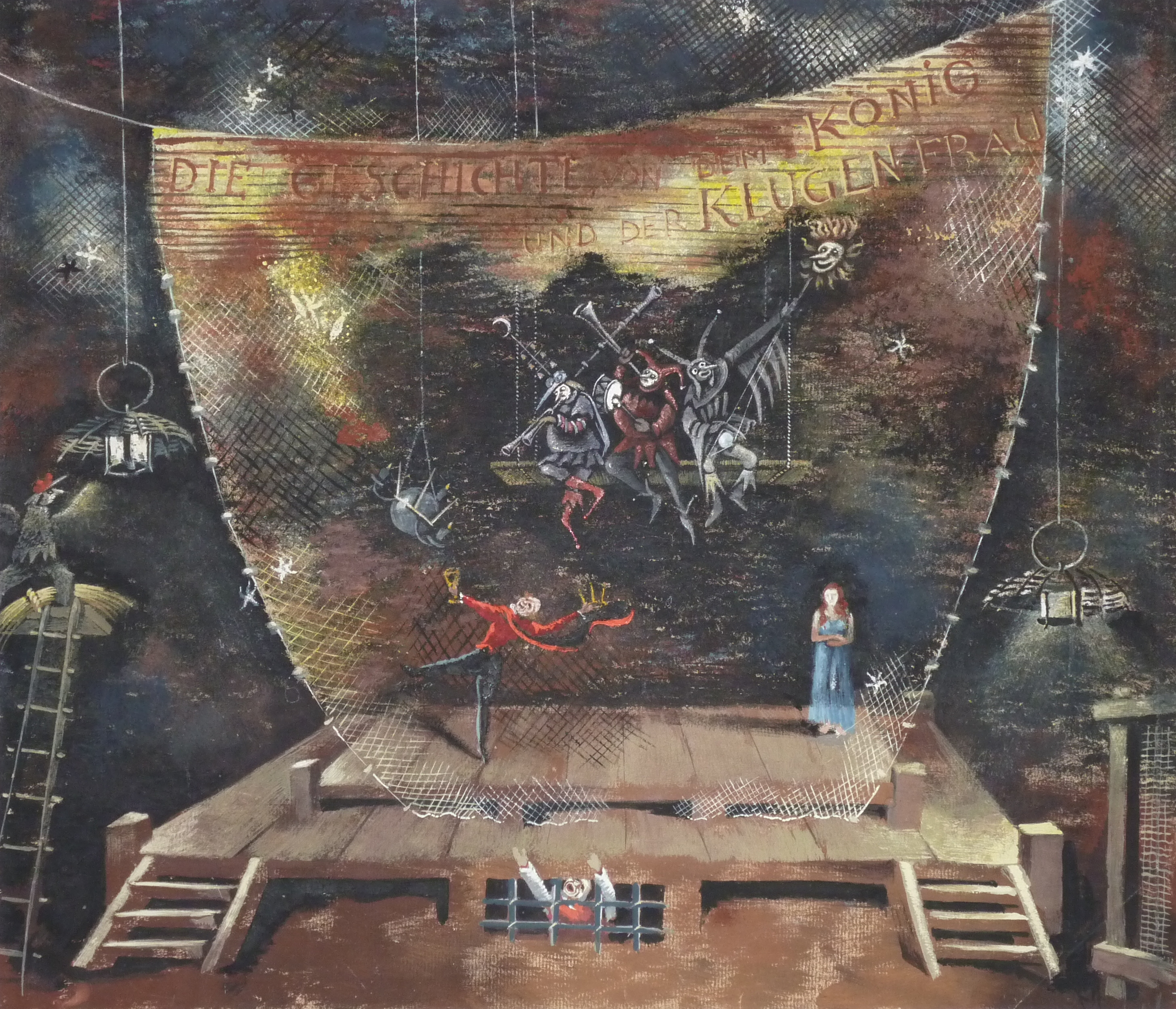
Bühnenbildentwurf für Carl Orffs Die Kluge von Helmut Jürgens (München 1948)

- La Cenerentola (1817), Oper von Gioachino Rossini nach dem Märchen Aschenputtel.
- Dornröschens Brautfahrt (1867), romantische Zauberoper von Viktor Nessler nach dem Märchen Dornröschen.
- Das klagende Lied (1880), Märchenkantate von Gustav Mahler nach den beiden Märchen Das klagende Lied und Der singende Knochen.
- Hänsel und Gretel (1893), Kinderoper von Engelbert Humperdinck, Libretto von Adelheid und Hermann Wette (zuvor auch als Liederspiel und Singspiel) nach dem Märchen Hänsel und Gretel.
- Die sieben Geislein (1895), Singspiel von Engelbert Humperdinck, Libretto von Adelheid Wette nach dem Märchen Der Wolf und die sieben jungen Geißlein.
- Aschenbrödel, (Ballett) (1901), Ballett von Johann Strauss nach dem Märchen Aschenputtel.
- Dornröschen (1902), Oper von Engelbert Humperdinck, Libretto von Elisabeth Ebeling und Bertha Filhés nach dem Märchen Dornröschen.
- Der gestiefelte Kater (1913), Kinderoper von César Cui nach dem Grimmschen Märchen Der gestiefelte Kater.
- La bella addormentata nel bosco (1922), Musikmärchen von Ottorino Respighi nach dem Märchen Dornröschen nach Charles Perrault.
- Soluschka (1940–1944), Ballett von Sergej Prokofjew nach dem Märchen Aschenputtel (Cinderella).
- Die Kluge (1943), Oper von Carl Orff nach dem Grimmschen Märchen Die kluge Bauerntochter.
- Die Bremer Stadtmusikanten (1950), Opera buffa von Richard Mohaupt nach dem Märchen Die Bremer Stadtmusikanten.
- Der Fischer und sine Fru (1951), Musikalisch-szenisches Spiel für Laienensemble, op. 39 von Eberhard Werdin.
- Der Igel als Bräutigam (1951), Oper von Cesar Bresgen nach dem Grimmschen Märchen Hans mein Igel, Libretto von Ludwig Strecker dem Jüngeren.
- The Three Bears (1966), Märchensingspiel von Paul Nordoff nach dem Grimmschen Märchen Goldlöckchen und die drei Bären von Robert Southey, Texte von Clive Robbins.
- Pif Paf Poltrie (1969), Singspiel von Paul Nordoff nach dem Grimmschen Märchen Die schöne Katrinelje und Pif Paf Poltrie.
- Rales Musikmärchen, Reihe über die Grimmschen Märchen Die Bremer Stadtmusikanten, Frau Holle, Der Froschkönig, König Drosselbart von Rolf Zuckowski.
- Die Bremer Stadtmusikanten, ein musikalisches Märchen für Klavier zu vier Händen und SprecherIn (2010), von Oliver Kolb.[1]

### Vertonungen von Kunstmärchen

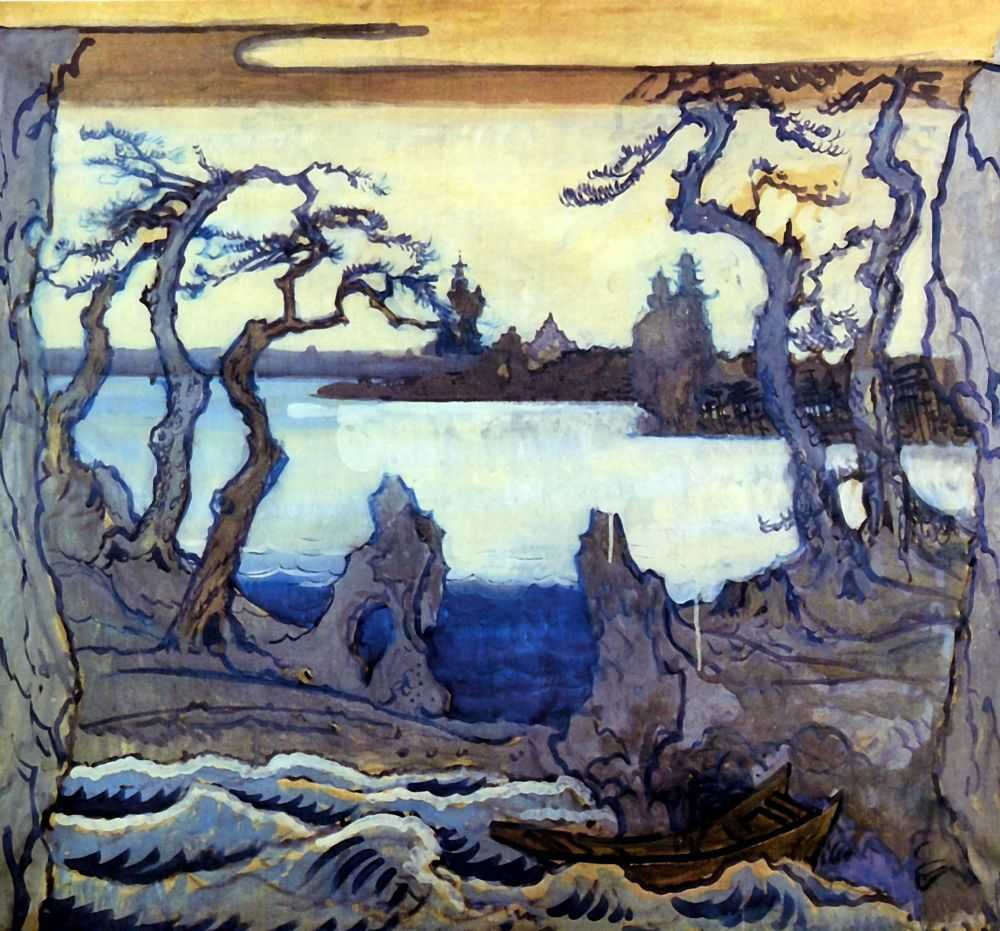
Bühnenbildentwurf zu Igor Strawinskys Le rossignol von Alexandre Benois (1914)

- Der Nussknacker (1892), Ballett von Peter Tschaikowski nach dem Märchen Nußknacker und Mausekönig von E. T. A. Hoffmann.
- Das Zauberwort (1888), Singspiel von Josef Gabriel Rheinberger nach dem Märchen Kalif Storch von Wilhelm Hauff.
- Der Rubin (1893), Oper von Eugen d’Albert nach dem Märchen Der Rubin von Friedrich Hebbel.
- Den lille pige med svovlstikkerne (1897), Oper von August Enna nach dem Märchen Das kleine Mädchen mit den Schwefelhölzern von Hans Christian Andersen.
- Königskinder (1897), Märchenoper von Engelbert Humperdinck nach dem Märchen Königskinder von Elsa Bernstein.
- Die Seejungfrau (1905), Fantasie für Orchester von Alexander von Zemlinsky (1902/03; UA Wien 1905) nach dem Märchen Die kleine Seejungfrau von Hans Christian Andersen.
- Le rossignol (1914), Oper von Igor Strawinsky nach dem Märchen Des Kaisers Nachtigall von Hans Christian Andersen.
- Der Zwerg (1922), Oper von Alexander Zemlinsky nach dem Märchen Der Geburtstag der Infantin von Oscar Wilde.
- Die Prinzessin auf der Erbse (1927/1928), Kinderoper von Ernst Toch nach dem Märchen Die Prinzessin auf der Erbse von Hans Christian Andersen.
- L’usignolo dell’imperatore (1959, revidiert 1970), Ballett-Pantomime von Hans Werner Henze nach dem Märchen Des Kaisers Nachtigall von Hans Christian Andersen, Libretto von Giulio Di Majo.
- Der Josa mit der Zauberfiedel (1970), Streichquartett von Reinhard Ohse nach dem gleichnamigen Märchen von Janosch.
- De Nachtegaal (1998), Musikmärchen von Theo Loevendie nach dem Märchen Des Kaisers Nachtigall von Hans Christian Andersen.
- Das Mädchen mit den Schwefelhölzern (1997), Oper  von Helmut Lachenmann nach dem Märchen Das kleine Mädchen mit den Schwefelhölzern von Hans Christian Andersen.
- Kalif Storch (2005), Märchensingspiel von Ingo Bredenbach nach dem Märchen Kalif Storch von Wilhelm Hauff.
- Das hässliche Entlein (2004), Märchenoper von Vivienne Olive nach dem Märchen Das hässliche Entlein von Hans Christian Andersen, Libretto Doris Dörrie.
- Das Sternenkind (2005), Märchenoper von Hans-André Stamm nach dem Märchen Das Sternenkind von Oscar Wilde.
- Lygtemaend I Byen (dt. Irrlichter in der Stadt) (2005), Märchenkantate von Per Nørgård nach dem Märchen Die Irrlichter sind in der Stadt, sagte die Moorfrau von Hans Christian Anderson.
- Des Kaisers neue Kleider, verschiedene Vertonungen, s. Des Kaisers neue Kleider
- Der Spielmann (2010), Musikmärchen von Ib Hausmann und Nanna Koch nach dem Märchen Der Spielmann von Selma Lagerlöf.

### Kompositionen märchenhafter Stoffe

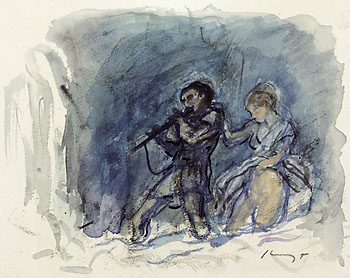
Max Slevogt: Szene aus der Zauberflöte

- Die Zauberflöte (1791), Oper bzw. Singspiel von Wolfgang Amadeus Mozart, Libretto von Emanuel Schikaneder.
- Der Fagottist, oder: Die Zauberzither (1791), Singspiel von Wenzel Müller, Libretto von Joachim Perinet.
- Es war einmal … (Oper) (1900), Märchenoper von Alexander von Zemlinsky, Libretto von Maximilian Singer nach Holger Drachmann.
- Königskinder (1908–1910), Märchenoper von Engelbert Humperdinck, Libretto von Elsa Bernstein.
- L’enfant et les sortilèges (dt. Das Kind und der Zauberspuk) (1925), Oper von Maurice Ravel, Libretto von Sidonie-Gabrielle Colette.
- Die Zaubergeige (1935), Oper von Werner Egk nach einem Marionettenspiel von Franz Graf von Pocci.
- Peter und der Wolf (1936), musikalisches Märchen von Sergei Prokofjew, der auch selbst den Text geschrieben hat. Zahlreiche weitere Bearbeitungen s. Hauptartikel.
- Brundibár (1941), Kinderoper von Hans Krása, Libretto von Adolf Hoffmeister.
- Das Traumfresserchen (1991), Singspiel von Wilfried Hiller nach dem gleichnamigen Märchen von Michael Ende.
- Tabaluga (1993–2015), Rockmärchen in mehreren Folgen von Rolf Zuckowski mit Peter Maffay über eine Erzählung von Helme Heine, Texte von Gregor Rottschalk, Fortführung: Tabaluga & Lilli (1993/1994), Musical.
- Wolke 7 (2000), Musikmärchen mit Stefan Waggershausen, Nena, Die Prinzen, Michael Schanze, Erste Allgemeine Verunsicherung, Laura, Die 3. Generation, Ingolf Lück und Loona.

## Märchen, die von Musik handeln
Von Musik handelnde Märchen finden sich verstreut in vielen Märchensammlungen, ebenso in Volks- wie auch in Kunstmärchen und in den verschiedenen Sprachen und Kulturen. Eine Häufung von Märchen mit Musik findet sich bei den Märchen der Sinti und Roma sowie in den Feenmärchen (S. 166). Dabei kann die Musik den Hauptstrang der Erzählung darstellen, aber auch einfach der Beruf des Protagonisten sein oder nur in einzelnen Szenen vorkommen. Abzugrenzen von den Märchen sind Mythen, die von Musik handeln, wie z. B. die griechischen Mythen Orpheus, Pan und Syrinx und Sagen und Legenden, die von Musik oder Musikern handeln.

### Musikmärchensammlungen

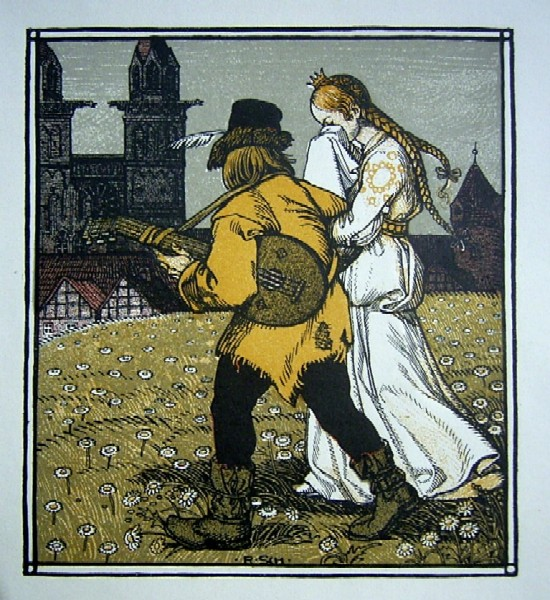
Rudolf Schiestl: Spielmann und Prinzessin

1984 erschien eine erste deutschsprachige Zusammenstellung von Musikmärchen unter dem Titel Wo die Flöte ertönt, herausgegeben von Johann Friedrich Konrad. Sie enthält einige europäische Zaubermärchen wie z. B. das irische Märchen O'Donoghues Dudelsack und das polnische Märchen Die Geige, die vom Himmel fiel und einige Kunstmärchen wie Die künstliche Orgel von Richard von Volkmann-Leander. Unter dem Titel Musikmärchen stellte der Märchenforscher Leander Petzoldt 1994 für die Reihe Märchen der Welt eine weitere Sammlung mit 28 europäischen Volksmärchen vor, in denen Musik eine zentrale Rolle spielt. Sie hat ihren Schwerpunkt auf deutschsprachigen Zaubermärchen, viele aus den Märchensammlungen der Brüder Grimm und Ludwig Bechstein, enthält aber auch Zaubermärchen aus Irland, der Slowakei, Griechenland, Sizilien und ein Roma-Märchen. Eine weitere Sammlung erschien 2001 unter dem Titel Glöckchen, Trommel, Zaubergeige. Musikmärchen aus aller Welt, herausgegeben von Dorothée Kreusch Jacob, die neben europäischen Märchen auch solche aus Mexiko, Japan, China und Afrika enthält. Neben Volksmärchen sind auch einige Kunstmärchen aufgenommen. Eine Liste von über 300 europäischen Volksmärchen, in denen Musik vorkommt, findet sich bei Rosemarie Tüpker in dem Buch Musik im Märchen (S. 292–308).
Auch einige außereuropäische Märchen, die von Musik handeln, sind in deutscher Sprache erschienen, so z. B. das japanische Märchen Das Glöckchen, welches alle Menschen, die es hören, glücklich macht  und das buddhistische Märchen Guttila, der Musiker, in welchem der Schüler eines Vina-Meisters diesen zu übertrumpfen versucht. Der Meister und Bodhisattva erhält aber übersinnliche Hilfe, kann nun auch mit zerrissenen Saiten noch schöne Töne erklingen lassen, was dem Schüler nicht gelingt, und lernt darüber hinaus durch sein vortreffliches Spiel die Götterwelt und das Prinzip des Karmas kennen. In der Sammlung von Märchen aus Burma findet sich das Märchen Der Junge mit der Harfe, in dem ein Junge zunächst seine Mutter mit seinem musikalischen Können unterstützt, bis er von den Göttern mit einem üblen Trick auf den Inseln festgehalten wird, weil sie auf die Schönheit seines Spiels nicht verzichten möchten.

### Motivik
Ein im gesamten europäischen Erzählraum häufig vorkommendes Märchenmotiv ist das zum Lohn geschenkte Musikinstrument, welches die Zauberkraft hat, die Menschen zum Tanzen zu bringen wie in den Grimmschen Märchen Der liebste Roland. Die von höheren Wesen oder vom Teufel geschenkten Instrumente sind oft eine Flöte oder Geige, können aber auch eine Harfe, ein Dudelsack oder eine Klarinette sein (S. 177–188). Die Redewendung „nach seiner Pfeife tanzen“ verweist auf diese Vorstellung und ist auch als Märchentitel in der Sammlung der Kinder- und Hausmärchen bei Theodor Vernaleken zu finden: Sie tanzen nach der Pfeife.
Andere Instrumente und das aus ihnen oft von selbst klingende Lied werden zum Zeugen eines meist längst vergangenen Verbrechen, wie dies auch in den beiden Märchen der Fall ist, die das Vorbild zu Mahlers Märchenkantate Das klagende Lied wurden. Auch dieses Motiv findet sich im gesamten europäischen Erzählraum. Oft sind die Instrumente aus einem Teil des Körpers des Menschen gemacht, der dem Verbrechen zum Opfer fiel, etwa eine Knochenflöte. In dem Märchen Von dem Machandelboom ist es ein singender Vogel, der das Verbrechen verrät (S. 251–263).
Musik kann emotional anrühren wie in dem Romamärchen Die Erschaffung der Geige. Weitere Beispiele sind das österreichische Märchen Das Ewige Lied und das russische Märchen Der Zaubermusikant. (S. 193–204)  Musik kann zum Objekt der Sehnsucht werden und weitere Entwicklungen auslösen wie in den Märchen Die singende Besenbindertochter aus Mecklenburg oder dem Rommärchen Der König und der arme Čhavo (S. 225).  Das kann auch eine gefährliche Form haben wie in den vielen Märchen, in denen die Helden von Nixen oder Feen durch deren schöne Musik ins Verderben gerissen werden (S. 239).
Musik verbindet die Welt der Menschen mit den Anderswelten, wie dies in vielen Feenmärchen oder in dem Grimmschen Märchen Dat Erdmänneken erzählt wird. Manchmal steht die Musik dann auch für das Fremde, dessen es sich zu entledigen gilt, wie in dem Grimmschen Märchen Der kleine Sackpfeifer. Oft ist dies verbunden mit dem Motiv des Wechselbalgs.
Manche Märchen erzählen auch von der Fähigkeit der Hirten durch ihr Flötenspiel, die Tiere zusammenzuhalten oder gefährliche Tiere zu besänftigen, wie z. B. in dem französischen Märchen Die nächtlichen Abenteuer eines Musikanten (S. 199).   Märchen können eng mit der Identität des Helden verbunden sein, wie dies auch die Märchen erzählen, in denen der Protagonist durch sein Instrument erst zu sich selbst findet, wie in den Grimmschen Märchen Das Eselein oder schlicht der Beruf oder Gelderwerb des (dann meist eher armen) Protagonisten sein.

### Volksmärchen (Auswahl)

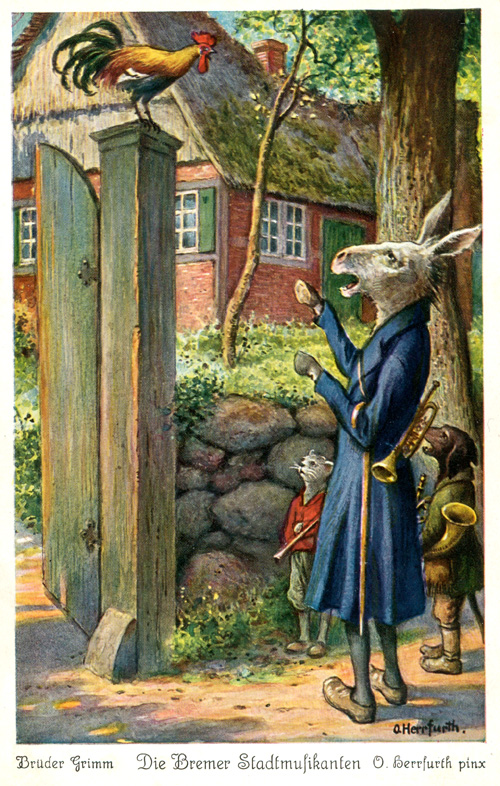
Illustration von Oskar Herrfurth

- Das lautespielende Eselein
- Das klagende Lied
- Dat Erdmänneken
- Des Teufels rußiger Bruder
- Der Jude im Dorn
- Der kleine Sackpfeifer
- Der singende Knochen
- Der Trommler
- Der wunderliche Spielmann
- Die Bremer Stadtmusikanten
- Die Erschaffung der Geige
- Die Geschenke des kleinen Volkes
- Hans mein Igel
- Von dem Machandelboom

### Kunstmärchen (Auswahl)
- Der Josa mit der Zauberfidel von Janosch
- Der Schweinehirt
- Die himmlische Musik von Richard von Volkmann-Leander
- Die Nachtigall
- Die versunkene Glocke
- Flötentraum, Märchen von Hermann Hesse
- Kaito, Märchenroman von Hans Kruppa
- Stein und Flöte, Märchenroman von Hans Bemmann